# Брень (Тарновський повіт)
Брень (пол. Breń) — село в Польщі, у гміні Ліся Ґура Тарновського повіту Малопольського воєводства.
Населення — 779 осіб (2011).
У 1975—1998 роках село належало до Тарновського воєводства.

## Географія
Селом протікає річка Брень.

## Демографія
Демографічна структура станом на 31 березня 2011 року:
|          | Загалом | Допрацездатний вік | Працездатний вік | Постпрацездатний вік |
| -------- | ------- | ------------------ | ---------------- | -------------------- |
| Чоловіки | 394     | 108                | 255              | 31                   |
| Жінки    | 385     | 106                | 217              | 62                   |
| Разом    | 779     | 214                | 472              | 93                   |